# Tsamay (Ethnie)
Die Tsamay, auch Tsemai, Tsamai, Tsemay; sind eine Ethnie im Südwesten Äthiopiens. Sie sprechen die Sprache Tsamay, die zur Dullay-Untergruppe der Ostkuschitischen Sprachfamilie gehört und mit Bussa und Gawwada verwandt ist.
Laut der Volkszählung Äthiopiens im Jahr 1998 leben 9.702 Tsamay in Äthiopien. Ihre Sprache wird von 8.621 Menschen gesprochen, davon von 5.298 als einzige Sprache. Für den Handel bedienen sich viele Tsamay der Sprache Konso.
Die meisten Tsamay leben in der Woreda Hamer-Banna in der Debub Omo Zone der Verwaltungsregion der südlichen Nationen, Nationalitäten und Völker sowie im unteren Omo-Tal und im Westen der Woreda Konso. Viele Tsamay leben in der Stadt Weyto, die ungefähr 50 Kilometer von der Stadt Jinka entfernt ist.
Ihren Lebensgrundlagen sind der Anbau von Getreide sowie die Viehhaltung. Viele Tsamay-Frauen tragen Lederkleidung, und die meisten Tsamay-Männer haben stets einen kleinen Schemel bei sich, falls sie sich hinsetzen müssen. Nur wenige Tsamay können lesen und schreiben: unter einem Prozent in ihrer Muttersprache und 2,8 Prozent in ihrer ersten Fremdsprache. Da das Gebiet der Tsamay häufig von Abenteurern besucht wird, werden sie oft fotografiert.